# اندیس کائولن خسرین
کائولن خسرین یک اندیس غیرفلزی است که در حوالی شهر زه کلات استان سیستان و بلوچستان قرار دارد و مادهٔ معدنی موجود در آن، کائولینیت است.سنگ میزبان این اندیس توف داسیتی آلتره است و دیرینگی آن به دوران ائوسن می‌رسد. 